# Форд Едж
„Форд Едж“ (Ford Edge) е модел средни SUV-автомобили на американската компания „Форд“, произвеждани от 2006 година.
Първоначално предназначен за американския пазар, моделът е първият среден кросоувър на „Форд“. Второто поколение от 2014 година започва да се продава и в Европа през 2016 година.
Ford Edge разполага с просторен петместен салон, интуитивна информационно-развлекателна система, дълъг списък с функции за активна безопасност и голямо товарно пространство от 39,2 куб. м зад задните седалки, което може да се увеличи до 73,4 куб. м при свалени седалки. Стандартният пакет включва тапицерия от плат и ръчно регулируеми предни седалки, като купувачите могат да изберат и тапицерия от естествена кожа, електрически регулируеми предни седалки с функция за отопление и охлаждане и отопляем волан. Оборудвано с най-новата информационно-развлекателна система SYNC 4 на Ford, управлявана от огромен 12-инчов сензорен екран и няколко физически бутона, таблото на Ford Edge ви позволява да получите достъп до всички функции с доста голяма лекота. Списъкът с функции включва Apple CarPlay, Android Auto, Amazon Alexa, Bluetooth свързаност, сателитно радио, четири USB порта и Wi-Fi хотспот. Опционалните функции включват безжично зареждане, аудиосистема B&O с 12 високоговорителя, безключово влизане, стартиране с бутон и двузонов автоматичен климатик.
Ford Edge се предлага с два двигателя. Докато тримовете Edge SE, SEL, ST-Line и Titanium са оборудвани с четирицилиндров двигател с турбокомпресор, способен да произвежда до 250 к.с., съчетан с 8-степенна автоматична трансмисия и задвижване на предните колела (задвижване на всички колела по избор); Edge ST се предлага с V6 двигател с двоен турбокомпресор, който може да изпомпва до 335 к.с., съчетан със седемстепенна автоматична трансмисия и разпределение на мощността на всички колела.
| Форд Едж I             |                             |
|                        |                             |
| Произвеждан            | 2006 – 2014                 |
| Сглобяван в            | Оуквил                      |
| Подобни                | „Линкълн MKX I“             |
| Задвижване             |                             |
| Двигател               | 2,0 – 3,7 l бензин          |
| Мощност                | 176 – 227 kW 239 – 309 к.с. |
| Въртящ момент          | 339 – 380 N.m               |
| Скоростна кутия        | 6 степени автоматична       |
| Други характеристики   |                             |
| Платформа              | „Форд CD3“                  |
| Междуосие              | 2825 mm                     |
| Дължина                | 4720 mm                     |
| Ширина                 | 1925 mm                     |
| Височина               | 1700 mm                     |
| Тегло                  | 1700 kg                     |
| Форд Едж I в Общомедия |                             |

| Форд Едж II             |                                                     |
|                         |                                                     |
| Произвеждан             | 2014 –                                              |
| Сглобяван в             | Оуквил                                              |
| Подобни                 | „Линкълн MKX II“                                    |
| Задвижване              |                                                     |
| Двигател                | 2,0 – 2,7 l бензин 2,0 l дизел                      |
| Мощност                 | 132 – 242 kW 180 – 329 к.с.                         |
| Въртящ момент           | 350 – 475 N.m                                       |
| Скоростна кутия         | 6 степени ръчна 6 степени автоматична               |
| Разход на гориво        | 8,5 – 10,6 l/100 km бензин 5,8 – 5,9 l/100 km дизел |
| Други характеристики    |                                                     |
| Платформа               | „Форд CD4“                                          |
| Максимална скорост      | 192 – 211 km/h                                      |
| Ускорение 0-100 km/h    | 10,0 – 7,5 s                                        |
| Междуосие               | 2850 mm                                             |
| Дължина                 | 4808 – 4878 mm                                      |
| Ширина                  | 1925 – 1928 mm                                      |
| Височина                | 1707 – 1770 mm                                      |
| Тегло                   | 1845 – 2150 kg                                      |
| Форд Едж II в Общомедия |                                                     |